# Кольонія-Кремпа
Кольонія-Кремпа (пол. Kolonia Krępa) — село в Польщі, у гміні Льґота-Велька Радомщанського повіту Лодзинського воєводства.